# Impatiens niamniamensis
Espèce
Classification APG III (2009)
Impatiens niamniamensis est une espèce de plante à fleurs de la famille des Balsaminaceae. C'est un petit arbre dont les noms vernaculaires sont « impatience du Zaïre » et « impatience bec-de-perroquet ». Son aire de répartition s’étend du Cameroun jusqu'en République centrafricaine, ainsi qu’au sud du Soudan, au sud-ouest du Kenya et au nord-ouest de la Tanzanie, enfin vers le sud jusqu’à l’Angola. L'espèce est présente dans les forêts humides ombragées, dans la brousse, les ripisylves, et les forêts marécageuses, à une altitude comprise entre 350 et 2400 m.

## Description

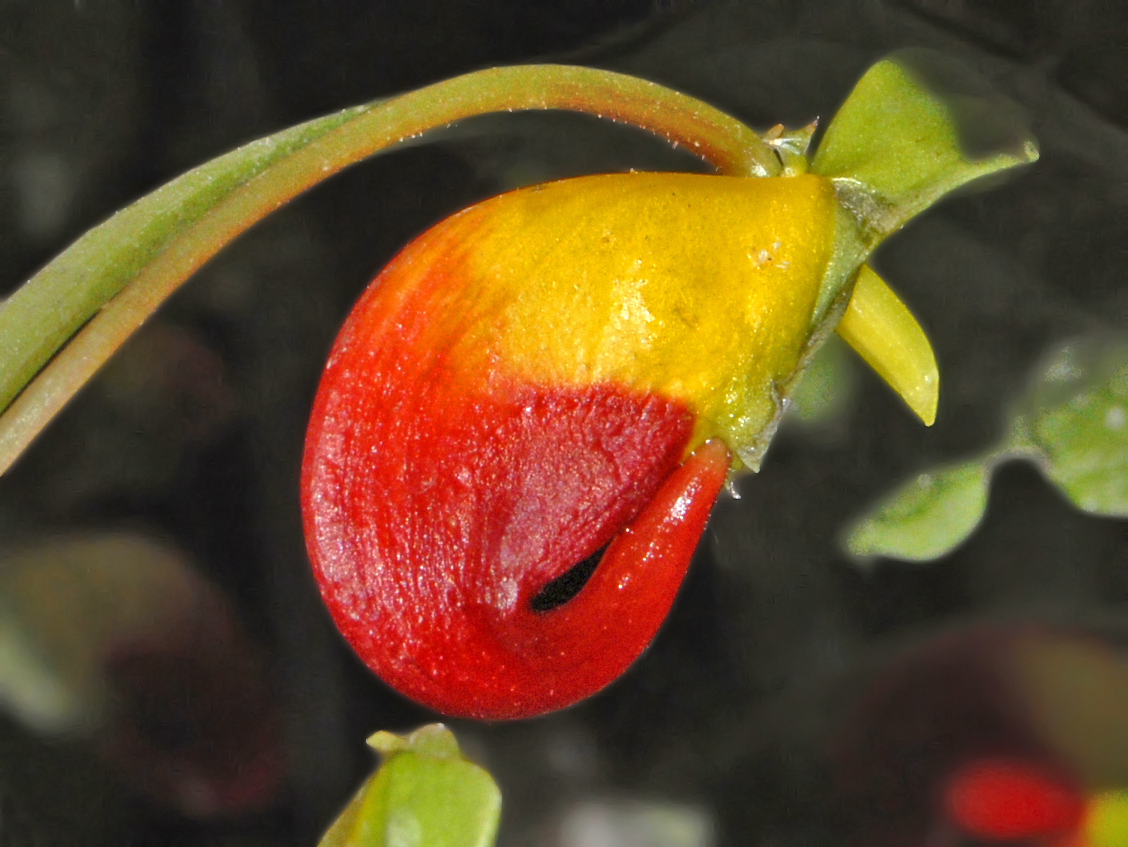
Fleur de Impatiens niamniamensis.

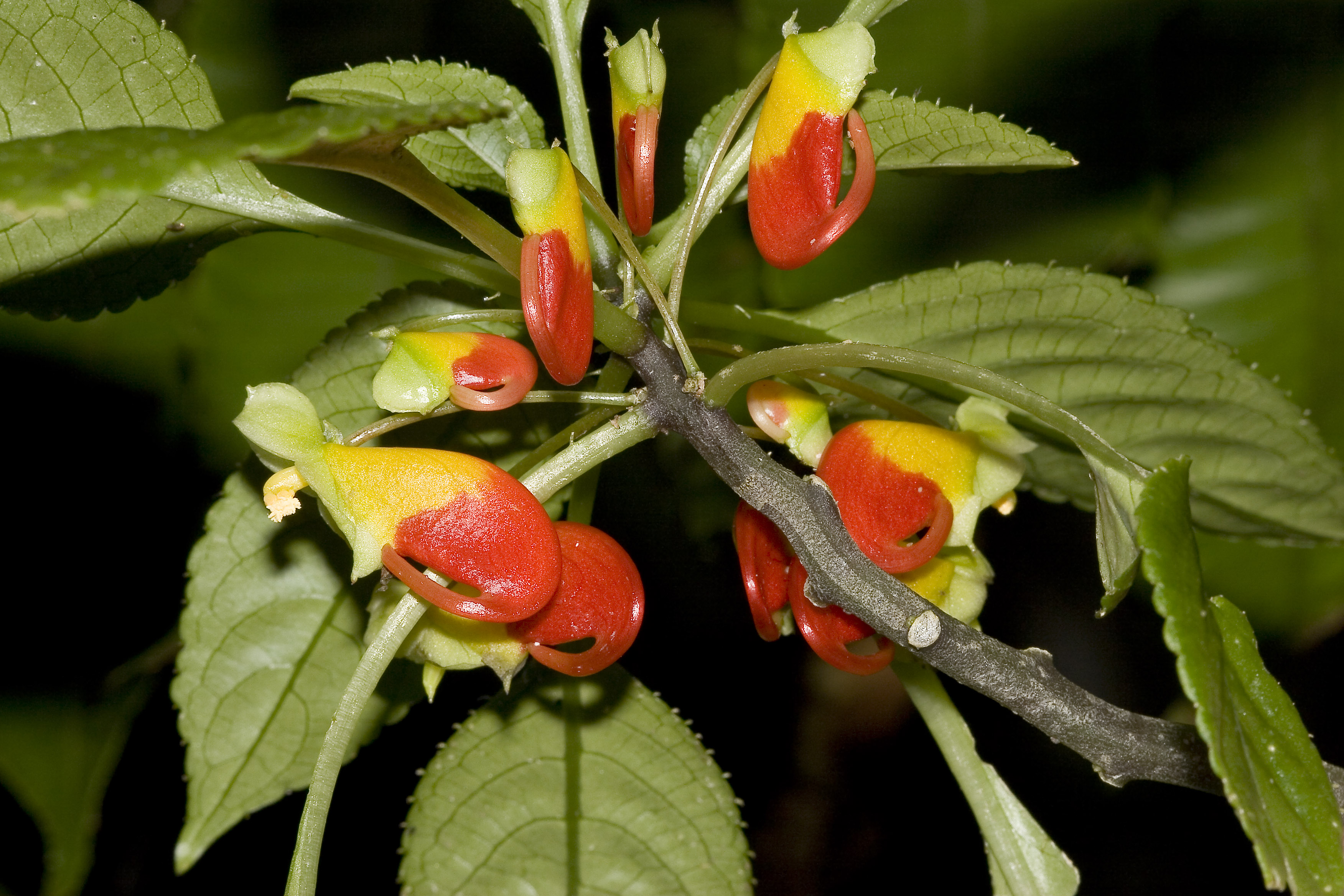
Plante de Impatiens niamniamensis.

StatureLa plante peut atteindre 1 m de haut.
FeuillesLes feuilles disposées en spirale sont simples.
Fleurs et fruitsDans son aire naturelle, la plante fleurit toute l’année. Les fleurs sont bisexuées. Le fruit est une capsule charnue et explosive, contenant 5 valves.

## Utilisation

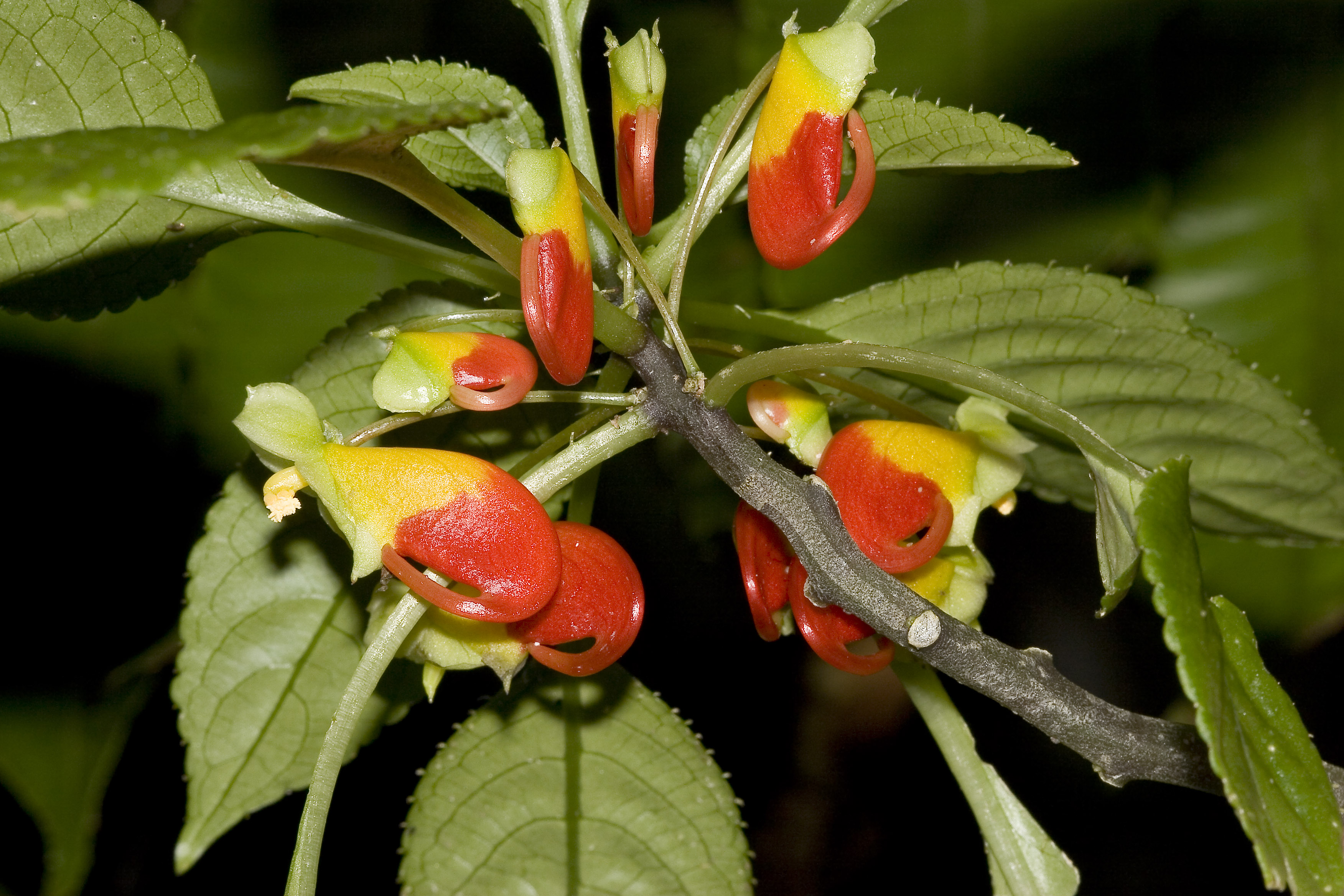
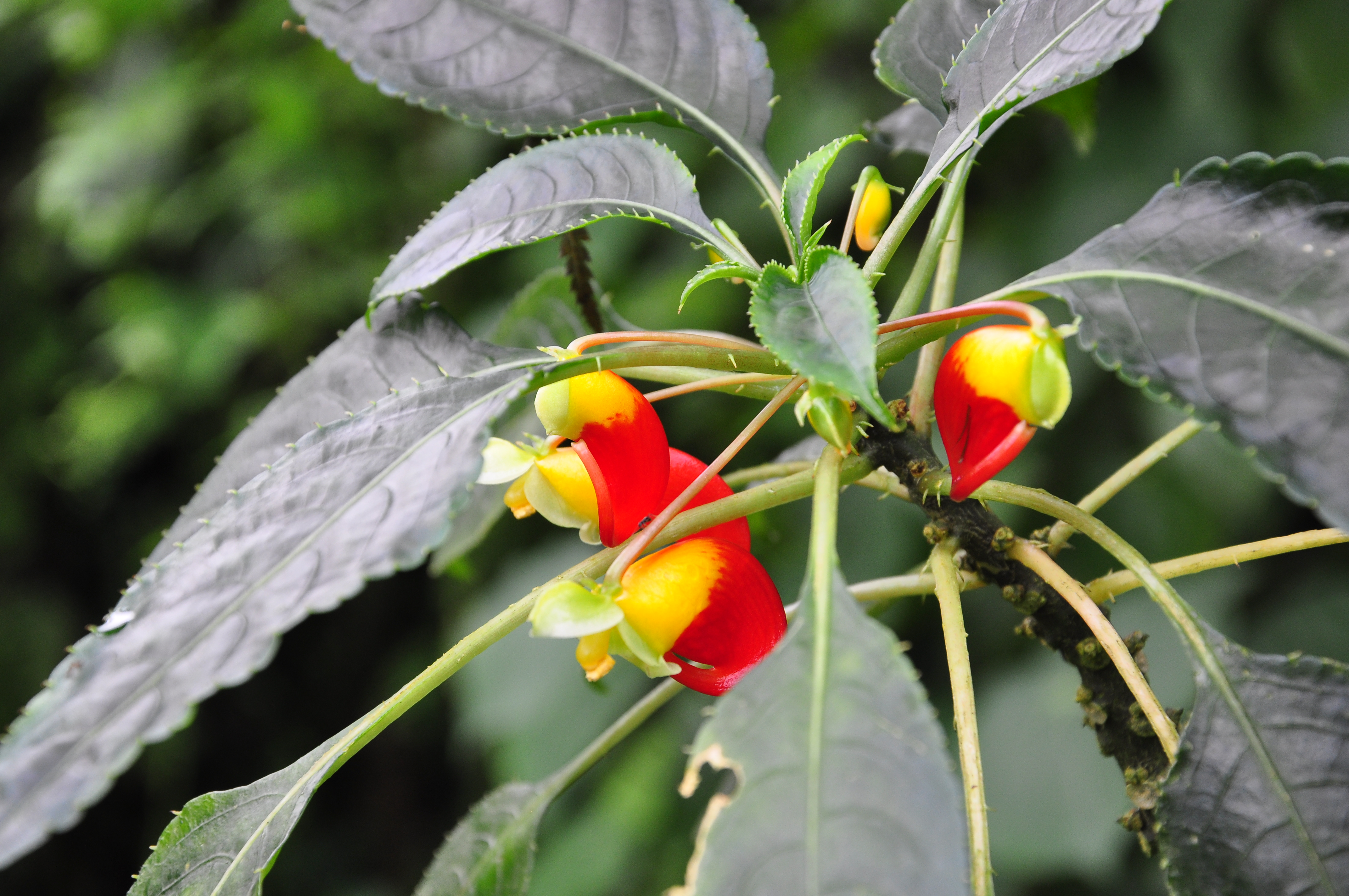
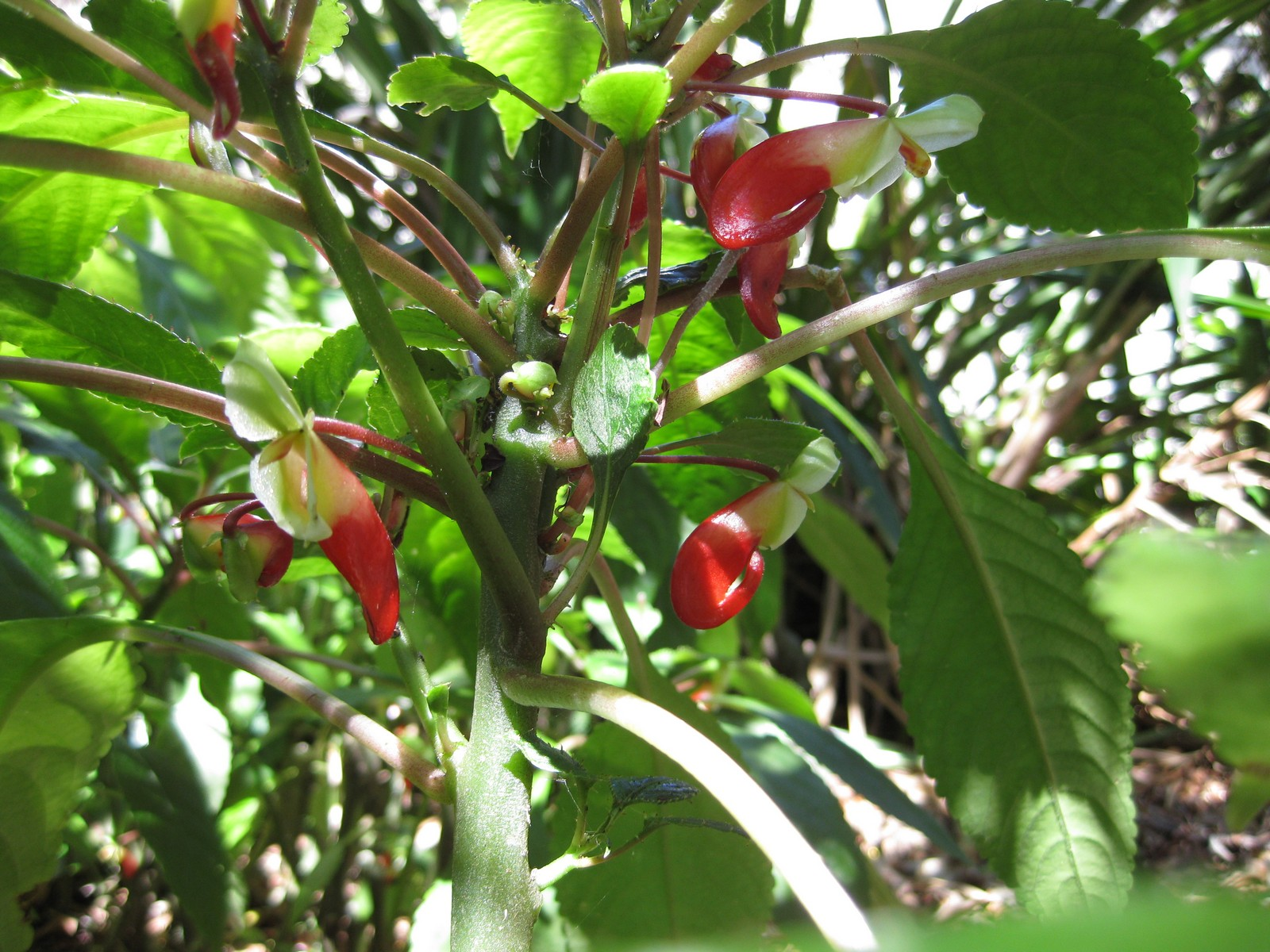
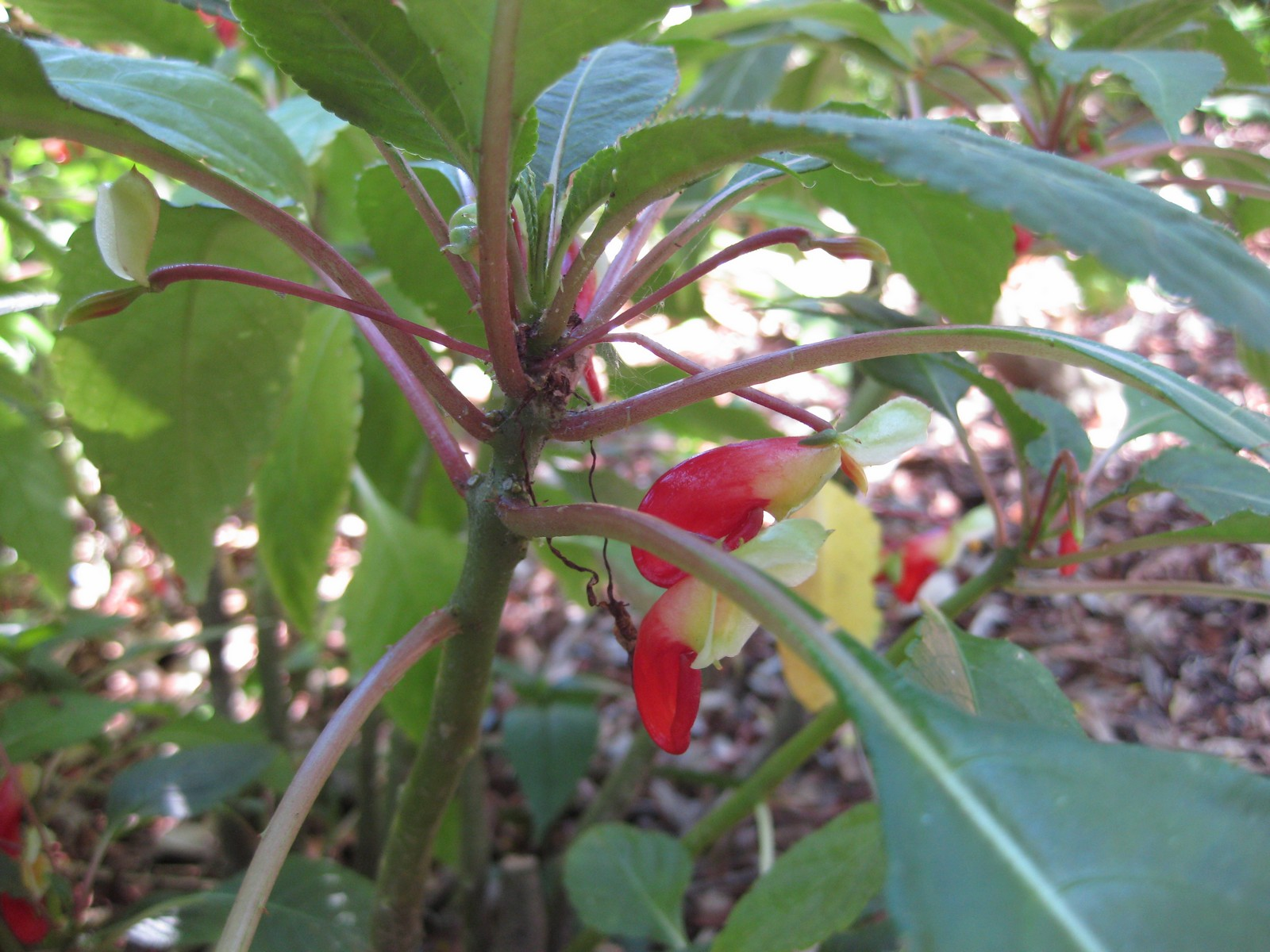
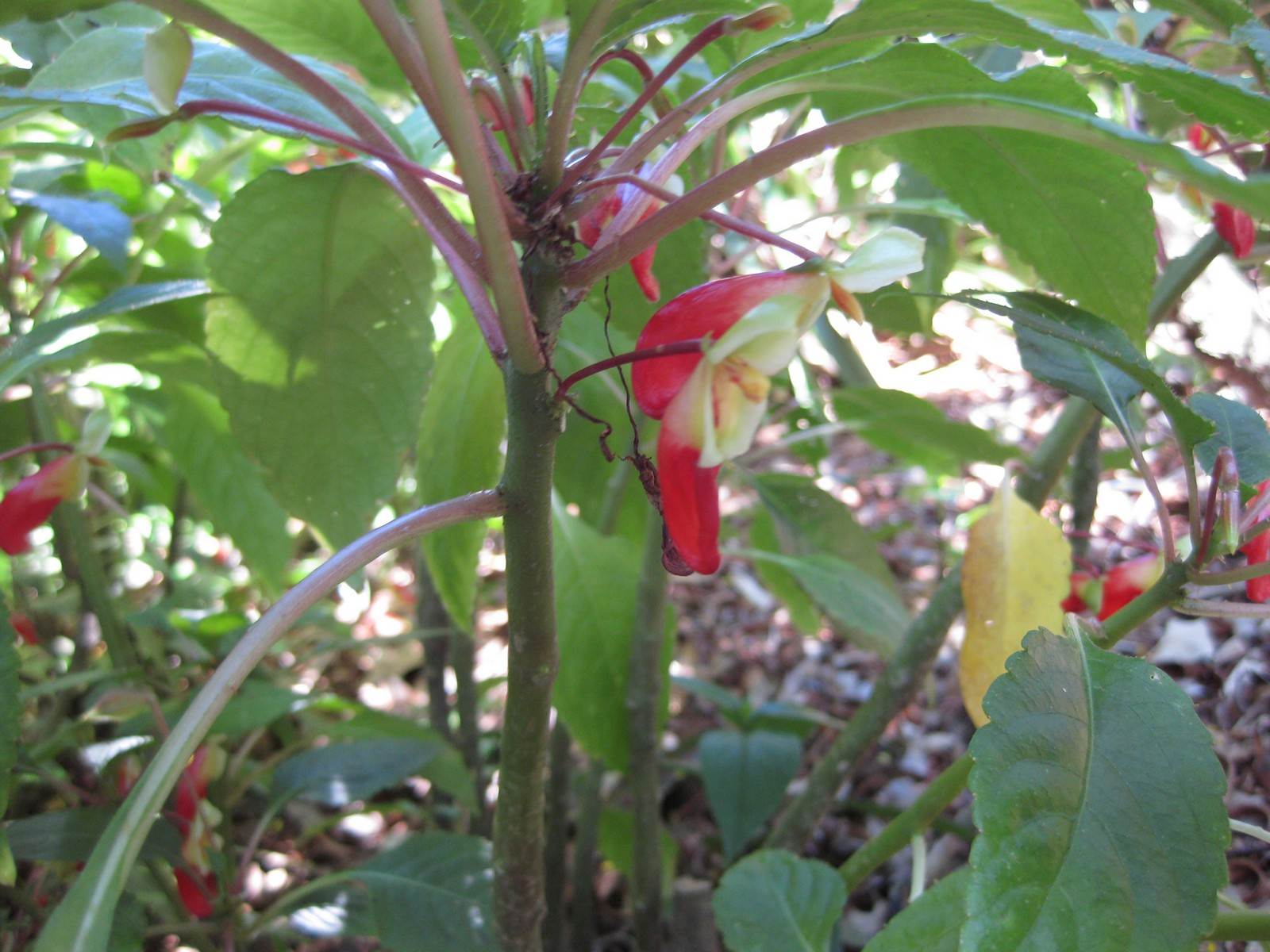

Usages médicinauxLes feuilles sont utilisées pour traiter les troubles cardiaques et soigner les blessures et les plaies.
Usages alimentaires et culinairesLes feuilles peuvent être consommées comme un légume. Elles produisent un sel végétal.